# Il cappotto (film)
Il cappotto è un film del 1952 diretto da Alberto Lattuada, tratto da un racconto di Nikolaj Gogol' e interpretato, in un ruolo insolitamente drammatico, da Renato Rascel.

## Trama

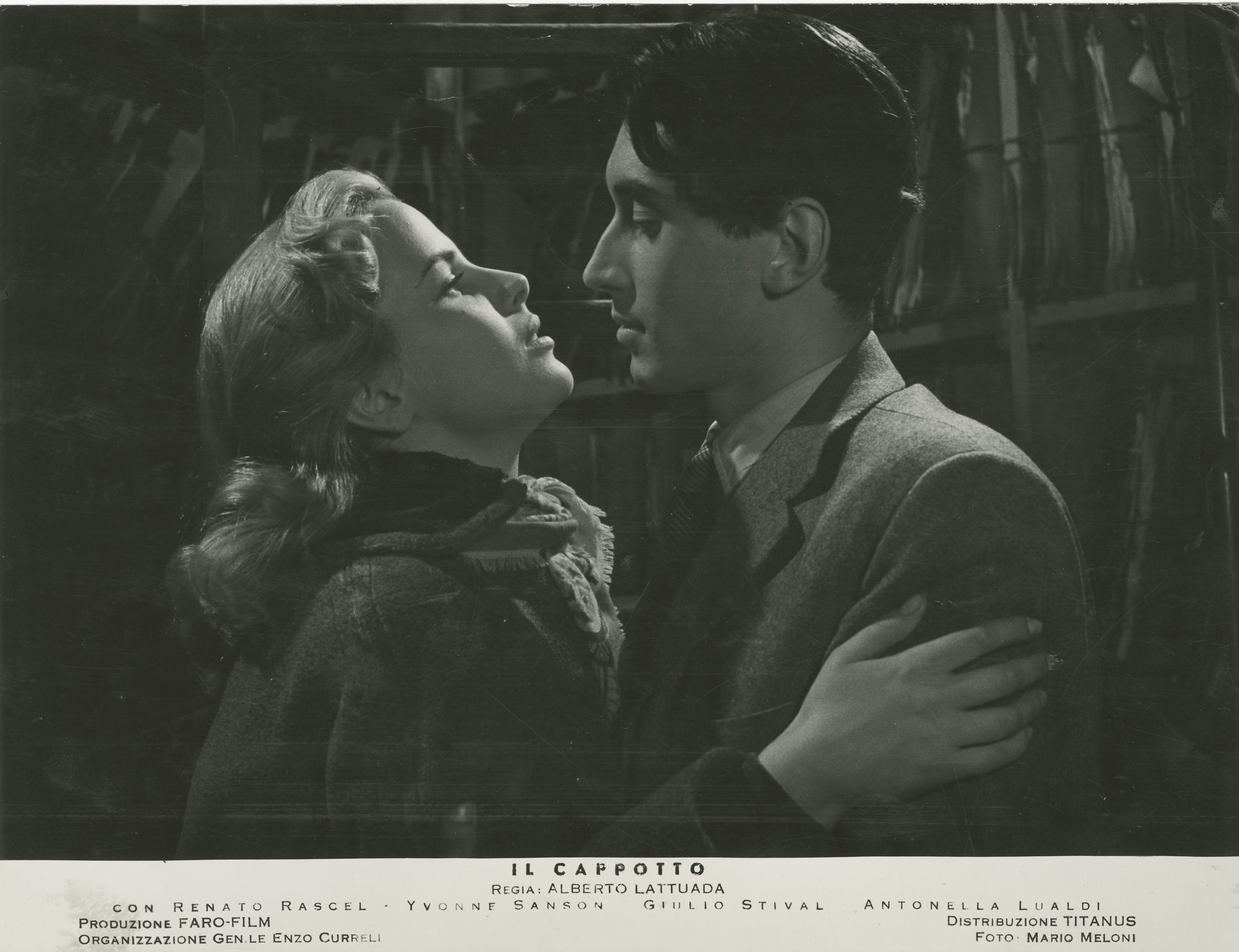
Antonella Lualdi e Sandro Somaré in una foto promozionale del film

Pavia, anni trenta. Lo scrivano comunale Carmine De Carmine conduce una vita assai modesta. Abita in una camera a pensione; lavora con impegno e diligenza, ma viene continuamente mortificato dal segretario generale del comune e dal podestà, un ambizioso e corrotto politicante, nonché marito infedele. Col suo magro stipendio non riesce a comprare il cappotto nuovo di cui avrebbe bisogno. Un giorno Carmine ossequia per strada una donna bella ed elegante, sua dirimpettaia, da cui si sente attratto, eppure ella, senza neppure guardarlo in volto, lo scambia per un mendicante e gli dona una banconota in elemosina; a quel punto Carmine, subita quell'estrema umiliazione dovuta principalmente al suo abbigliamento ormai logoro, si decide a spendere i suoi risparmi di una vita e corre dal sarto ad ordinare un nuovo cappotto su misura, con collo di pelliccia. I soldi non sono del tutto sufficienti, ma bastano per un acconto.
Sul lavoro, Carmine assiste per caso ad un colloquio compromettente in cui degli imprenditori promettono una tangente al segretario, e costui per tenerselo buono, gli promette un cospicuo premio di produttività. Intanto il cappotto è pronto e gli sta a pennello e Carmine lo indossa con soddisfazione, passeggiando per tutta la città (seguito a distanza dal sarto, orgogliosissimo del suo lavoro). A capodanno, sempre indossando il suo prezioso acquisto, si reca al ricevimento organizzato dal segretario generale. Lì, rivede la stessa bellissima signora che gli aveva regalato il denaro e che è in realtà l'amante del sindaco, anche se Carmine non lo sa. Alticcio per i numerosi brindisi, fa un discorso a favore dei concittadini poveri e disagiati (i quali spesso gli chiedevano di intercedere per loro presso il sindaco), accolto però con scherno dai colleghi e con freddezza dal sindaco. Poi, prima di andare via, fa un giro di valzer con la bella donna.
Dopo la festa, Carmine si avvia verso casa ed adesso finalmente si sente un uomo realizzato, ma strada facendo viene aggredito da un vagabondo che lo deruba del cappotto. Disperato, chiede aiuto ma si trova di fronte all'indifferenza della gente (vigili, poliziotti, funzionari comunali) e soprattutto del sindaco, che si rifiuta di aiutarlo. Avvilito e disperato, Carmine patisce un esaurimento nervoso che lo debilita fino alla morte.

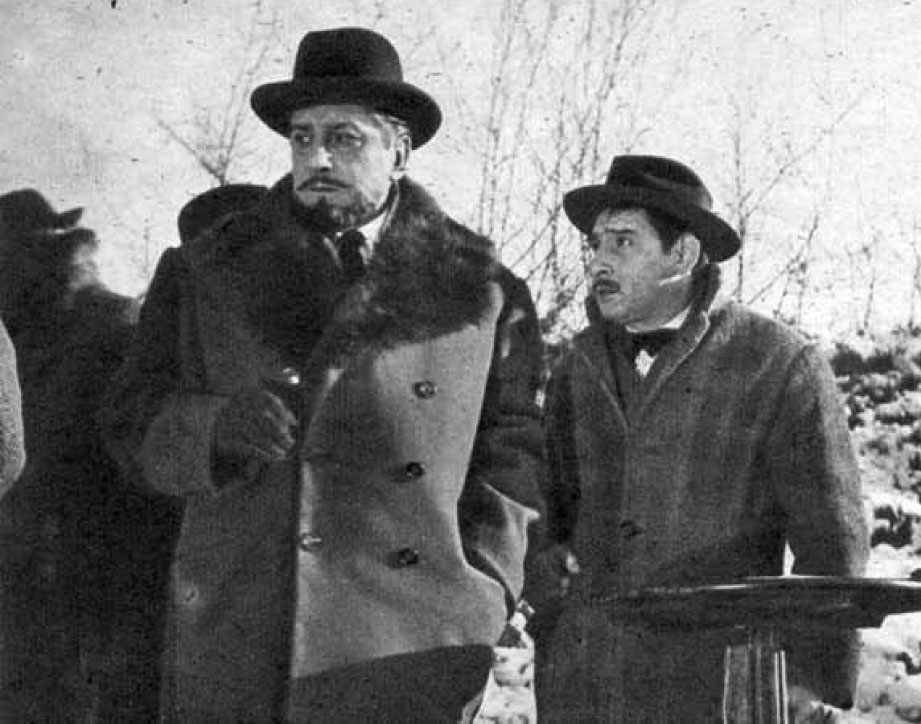
Giulio Stival (il sindaco) e Renato Rascel (Carmine De Carmine) in una scena del film

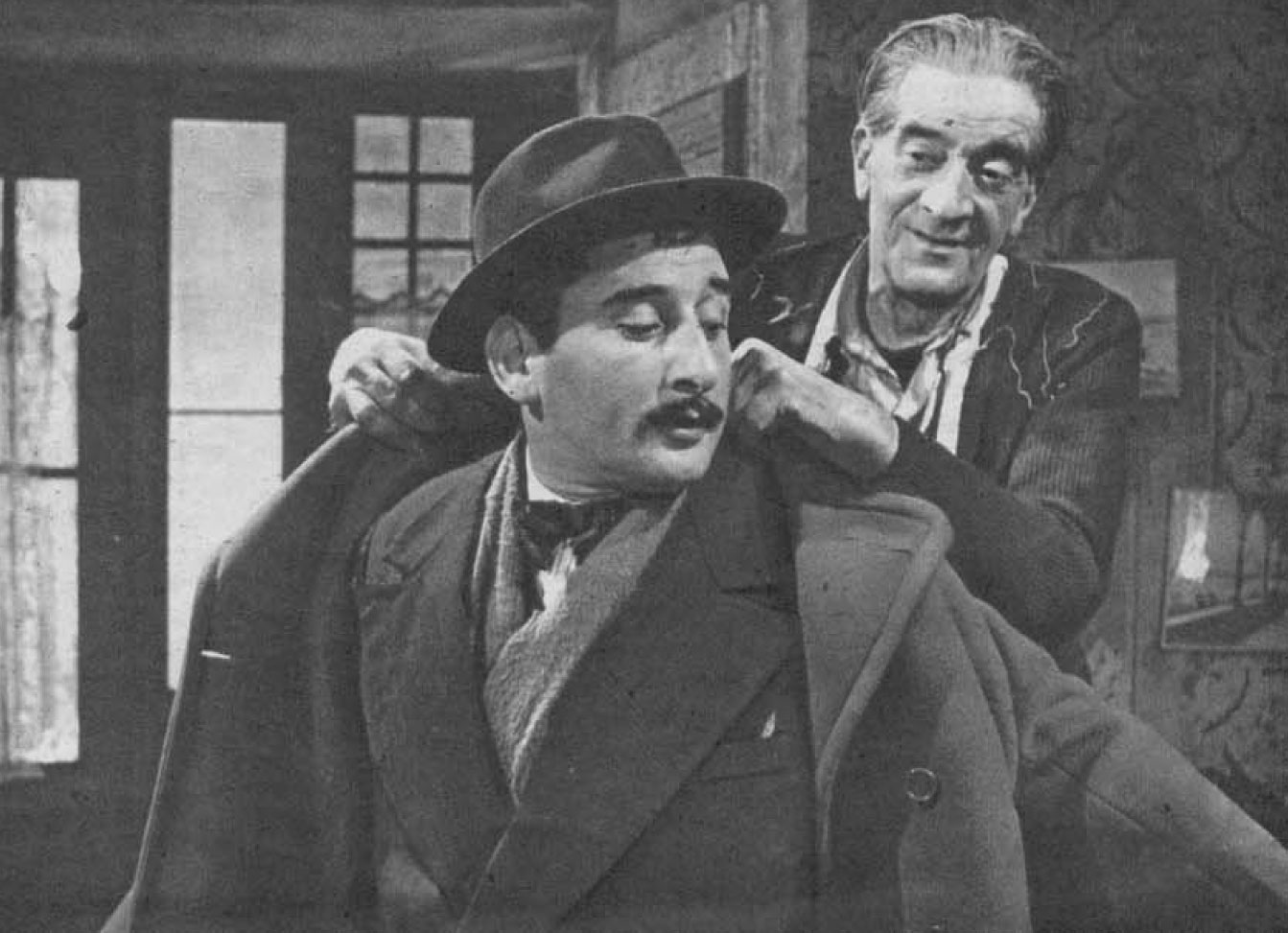
Renato Rascel e Giulio Calì (il sarto).

Solo dopo la morte, Carmine riuscirà finalmente a prevalere: disturba con il suo funerale una pomposa cerimonia pubblica officiata dal sindaco; poi ritorna come fantasma per le strade della città a reclamare giustizia, terrorizzando i cittadini con la sua voce e divertendosi a spogliarli dei loro soprabiti nelle fredde e nebbiose serate d'inverno. In seguito, si reca a casa dell'amante del sindaco per disturbare la loro intimità. Ed infine, appare al sindaco stesso e lo spaventa, fino a spingerlo ad un tardivo ma sincero pentimento.

## Realizzazione del film

### Soggetto e sceneggiatura
Il cappotto è tratto dall'omonimo racconto di Gogol' pubblicato nel 1842. Lattuada così spiegò la sua scelta: «Mi sono rivolto ad uno scrittore classico russo perché i caratteri del suo racconto sono caratteri universali ed esemplari e quindi i valori della storia raccontata da Gogol sono validi in qualunque parte del mondo ed in qualunque tempo [cioè] la tirannia e la cecità burocratica».
Quanto alla sceneggiatura, esistono differenti versioni intorno agli effettivi autori. Al di là dei molti nomi che appaiono nei titoli di testa. Lattuada ha ricordato che «Zavattini figurò nei crediti perché aveva partecipato a delle conversazioni di sceneggiatura abbastanza lunghe, ma senza mai scrivere niente». Molti anni dopo, egli attribuirà tale lavoro a Luigi Malerba, con cui collaborarono Giorgio Prosperi e Leonardo Sinisgalli, importante letterato del tempo, mentre Giordano Corsi, uno dei produttori, ricorda invece che «in realtà il testo della sceneggiatura fu in gran parte scritto da Giorgio Prosperi, i nomi di Zavattini e di Sinisgalli furono più che altro inseriti per aumentare il prestigio del cast».
La sceneggiatura presenta alcune modifiche rispetto al racconto, anche se non essenziali secondo Lattuada: «Al testo originale, per necessità di condotta spettacolare, sono state apportate molte modifiche: una idea nuova aggiunta è quella del funerale dell'impiegato. Nella riduzione cinematografica l'accento non è caduto sul facile trucco di esibire il fantasma del protagonista (ma) lo sforzo costante è stato quello di essere fedelissimo allo spirito del racconto, non smentirne mai il tono semplice, dimesso ed umanissimo, rispettare gli snodi fondamentali della storia».
Nel 1926 ci fu un tentativo di realizzare un film tratto dal racconto di Gogol, quando il regista Friedrich Wilhelm Murnau lo propose nell'ambito di un accordo produttivo tra la tedesca UFA e la Metro-Goldwyn-Mayer. Ma l'anno successivo l'accordo saltò ed il film non fu mai nemmeno messo in cantiere
Nel 1995 il Museo nazionale del Cinema di Torino, presso il quale era custodito il nitrato originale della pellicola, ha proceduto al restauro del film per garantirne la conservazione. Questo intervento è stato sostenuto finanziariamente dalla "Associazione Philip Morris progetto Cinema". 
In occasione del restauro della pellicola, queste due istituzioni hanno anche curato la pubblicazione, presso l'editore Lindau, di una monografia, curata dal critico Lino Miccichè,  con lo stesso titolo del film, nella quale sono contenuti numerosi interventi e memorie di coloro che, ad iniziare proprio da Alberto Lattuada, lavorarono, in diversi ruoli, per la realizzazione dell'opera.

### Produzione
A realizzare Il cappotto fu la "Faro film", società fondata nel 1950, a Messina, ad opera di un gruppo di appassionati di cinema, ed inizialmente dedita alla realizzazione di documentari (a quel tempo redditizi grazie alle provvidenze governative ). Con i notevoli proventi di tale attività, i soci decisero di intraprendere la strada dei lungometraggi ed a tal fine venne inizialmente contattato il regista Luigi Comencini, col quale però non ci fu accordo sul soggetto e sulle modalità di sceneggiatura. Lattuada, che proprio in quel periodo aveva abbandonato, dopo anni di collaborazione, il rapporto con la "Lux", accettò l'incarico («erano abbastanza ricchi - ha scritto - ma digiuni di cinema; dei grandi lettori, che amavano Gogol e volevano trasferirlo al cinema».), che poi proseguirà anche con un altro film. Inoltre il regista milanese veniva dal cospicuo risultato commerciale di Anna e ciò «consente a Lattuada di mettere in cantiere la sua opera più importante». La vita produttiva della "Faro film" fu comunque abbastanza modesta, dato che, dopo Il cappotto, dal 1953 al 1960 realizzò solo altre quattro pellicole minori. La produzione fu diretta da Bianca Lattuada, sorella del regista, il quale coinvolse nel film anche il padre, Felice Lattuada, autore delle musiche.

### Riprese
Gli interni del film furono girati presso gli stabilimenti romani della Titanus alla Farnesina, mentre per gli esterni la produzione si trasferì a Pavia. Inizialmente, nella prima versione della sceneggiatura la città individuata per tale scopo era Lucca, che poi diventò genericamente "una città del nord" ed, infine, dopo aver rinunciato a ricostruire in studio una città immaginaria, fu scelta Pavia, anche in funzione degli altri impegni professionali di Rascel, che stava recitando in un teatro della vicina Milano. Lattuada rivendicò la corretta ambientazione dovuta alla scelta di quella città, ricordando che a Cannes egli ne ricevette i complimenti della delegazione dell'Unione Sovietica. Le riprese iniziarono il 5 gennaio 1952 e terminarono a fine febbraio dello stesso anno. Inaspettatamente quell'anno a Pavia non nevicò – la neve era un elemento essenziale dell'ambientazione scenografica - e «tutta la neve che si vede nel film è artificiale, a tonnellate».

### Interpreti

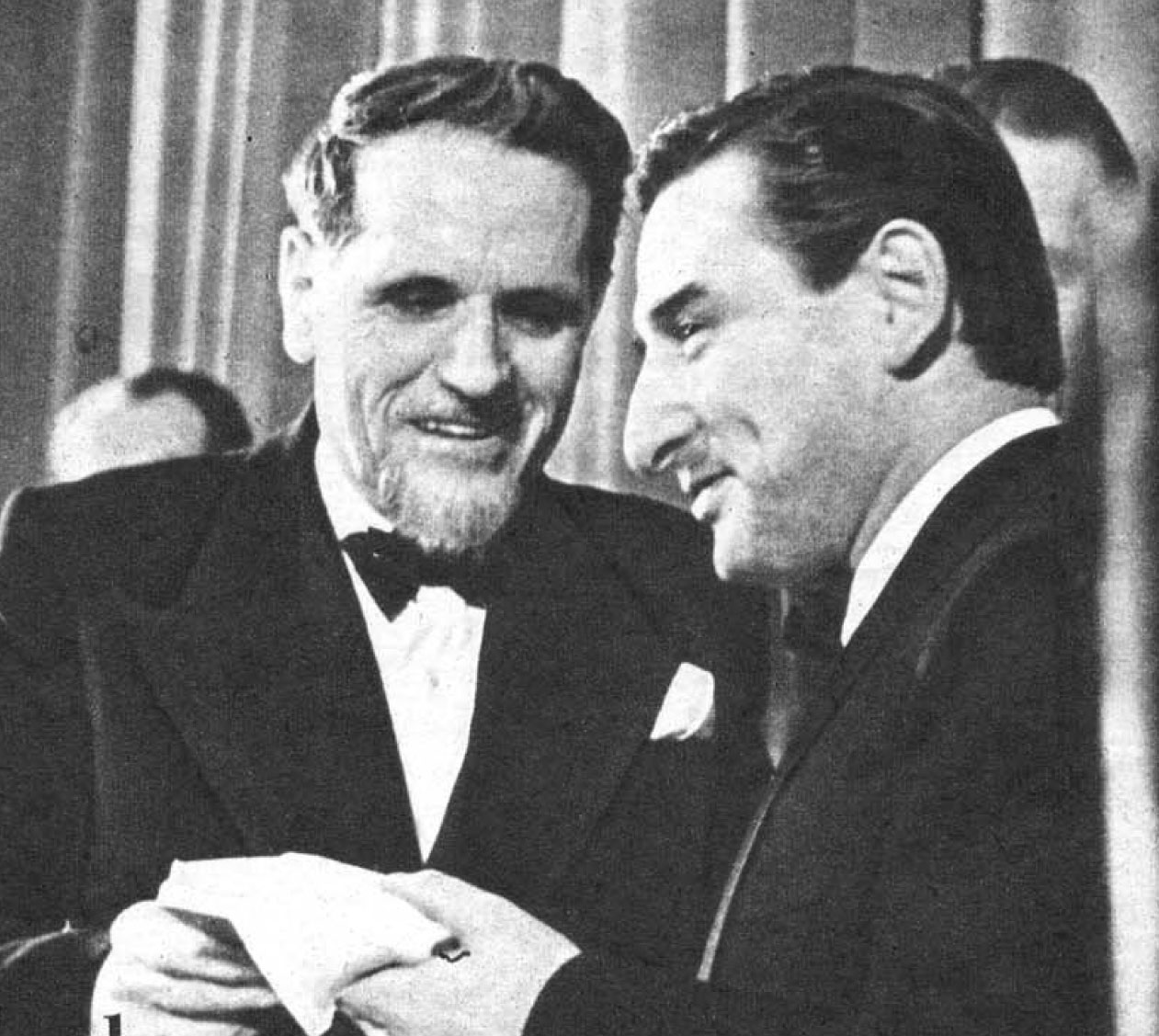
Renato Rascel riceve il Nastro d'argento 1952-1953 quale migliore attore per Il cappotto.

Il cappotto si basa sull'intensa prova drammatica di Renato Rascel, che rappresentò una sorpresa, trattandosi di un attore che proveniva dal mondo della rivista leggera. A seguito di una visita al "set" di Pavia, mentre il film era in lavorazione, Ezio Colombo diede corpo a queste riserve definendolo «uno strano attore di rivista, giunto allo schermo attraverso la porta meno nobile del nostro cinema, con la fioritura delle cosiddette pellicole comiche, la cui ricetta è composta dalla carne di una qualsiasi Pampanini, [anche se] sugli altri comici Rascel ha un apprezzabile vantaggio, di non ricorrere mai al colpo basso della volgarità pornografica».
Inizialmente Lattuada pensa a Totò, ma scarta l'idea perché «non è sicuro di poterlo domare, controllare, di riuscire a modificare il suo personaggio, ormai troppo definito e troppo amato, così com'era, dal pubblico, (mentre) la tiritera ingarbugliata, labirintica per cui Rascel andava famoso si attagliano perfettamente al personaggio che egli deve interpretare». Curiosamente lo stesso Rascel raccontò di essere stato vittima, durante uno spettacolo teatrale cui prendeva parte in quel periodo, del furto di un cappotto nuovo.
«Ho voluto io Rascel – ha scritto Lattuada molti anni dopo - perché aveva l'aria di un topolino furbo, per questo ho deciso di provarlo con un paio di baffetti (...) il mio modello, nell'usarlo come attore comico, era un po' Chaplin, ma soprattutto Buster Keaton. Ma sarà soprattutto il richiamo a Chaplin ad essere poi evocato da numerosi commentatori. Secondo Ettore Zocaro, «Lattuada lo chiamò intuendo le sue possibilità drammatiche. (...) Il successo filmico fu confortato dagli applausi di Cannes e dagli elogi della maggior parte della critica, che lo salutò come una rivelazione definendolo "creatura charlottiana", un "Candido" della nostra era che si aggira alla maniera di un eroe di Cervantes.». 

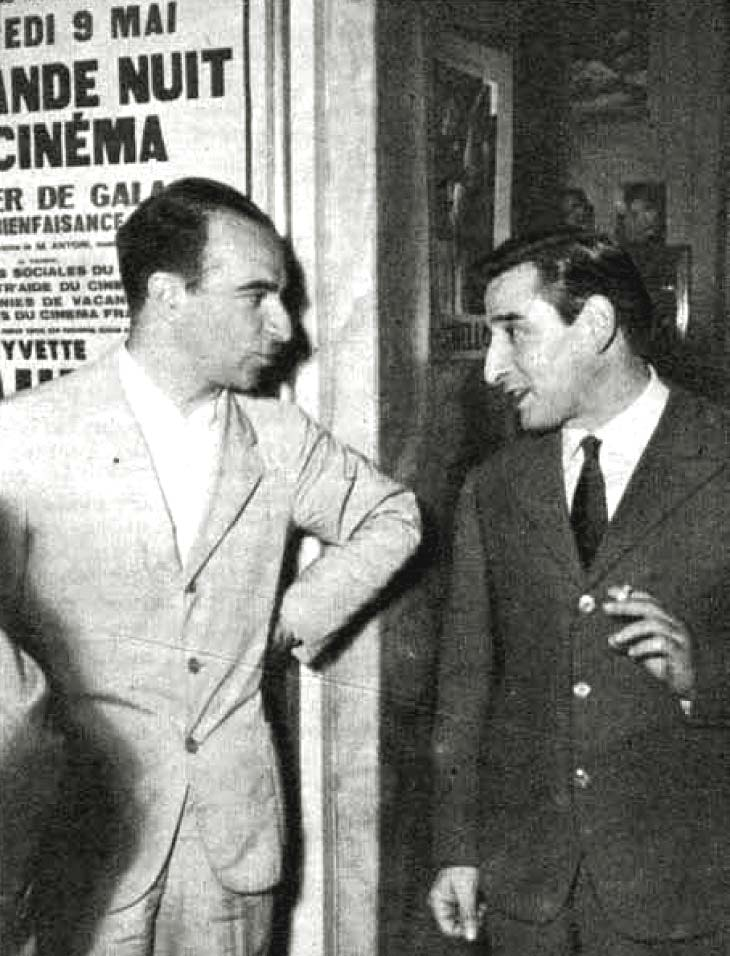
Alberto Lattuada e Renato Rascel al festival di Cannes del 1952

Dopo aver sfiorato la premiazione a Cannes, l'interpretazione di Rascel ebbe il riconoscimento del "Nastro d'argento" quale miglior protagonista nella stagione 1952-1953 con la motivazione della «estrosa collaborazione data al regista Alberto Lattuada nel comporre il personaggio principale del film Il cappotto». Sull'onda delle lodi ricevute, Rascel volle riproporre l'anno successivo un altro personaggio gogoliano dirigendo se stesso ne La passeggiata, ma senza riuscire a replicare il successo de Il cappotto e quella restò la sua unica prova registica.

## Doppiaggio
Insolitamente per il periodo, Lattuada scelse di girare tutto il film in presa diretta. Questo consentì di ascoltare forse per l'unica volta la vera voce di Yvonne Sanson

## Accoglienza
La prima rappresentazione italiana del film si tenne al Cinema Metropolitan di Montecatini Terme la sera del 3 ottobre 1952, anche se poi il film iniziò a circolare nelle sale a partire dal dicembre 1952, Ma ancora prima di allora Il cappotto (che aveva ottenuto il visto di censura il 17 giugno 1952) percorse un lungo itinerario internazionale, con alterna fortuna.

### Delusione a Cannes
Il primo incontro col pubblico avvenne al Festival di Cannes, nel maggio del '52, dove Il cappotto ottenne una «caldissima accoglienza da parte di un pubblico vibrante al delicato umorismo elegiaco di questa nuova opera, tra le più alte sinora realizzate dal regista». Il film e Rascel sfiorarono la premiazione, ma senza riuscirvi. «Per Lattuada - ha scritto Guido Aristarco - si batterono André Lang ed altri membri della giuria. Visto vano ogni loro tentativo, ottennero in cambio che all'Italia fosse assegnato il diploma per la migliore selezione. Alla fine fu Due soldi di speranza di Renato Castellani, che si aggiudicò il "Gran Premio" della Giuria ex aequo con Otello di Orson Welles mentre Rascel dovette cedere all'ultimo momento di fronte a Marlon Brando, attore di straordinaria forza in Viva Zapata!».

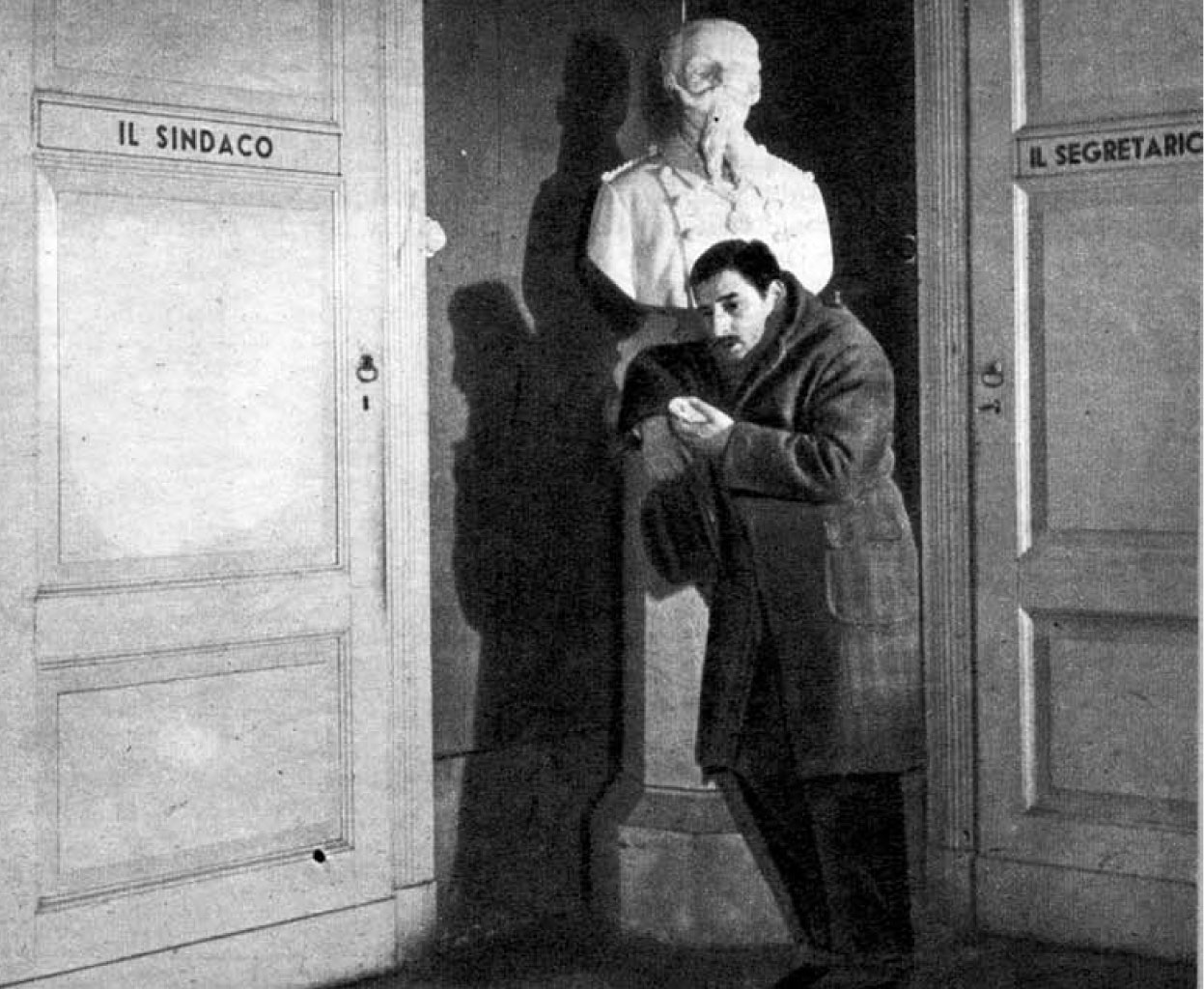
Rascel "umiliato ed offeso" in una scena de Il cappotto

### Successi internazionali
Oltre che a Cannes, Il cappotto venne presentato in diverse altre sedi internazionali riscuotendo ovunque apprezzamenti. Fu segnalato come «migliore film presentato» alla "Quindicina del film italiano" che si tenne nella località belga fiamminga di Knokke le Zoute nel mese di agosto 1952 ed ancora prima era stato applaudito nel corso di una proiezione a Londra, alla presenza del regista. Il cappotto fu poi selezionato tra le dieci pellicole destinate ad essere proiettate durante la "Settimana del Cinema Italiano" che si tenne dal 6 al 12 ottobre a New York presso la "Little Carnegie Hall", mentre in precedenza era stato anche presentato al Festival del Cinema di Edimburgo, ed altrettanto avvenne in Messico ed a Cuba, in occasione della Semana del cine italiano, a fine dicembre del 1953, alla presenza sia di Zavattini che di Lattuada.
Il cappotto raccolse critiche positive da parte di commentatori stranieri, molti dei quali ricorsero al tema dell'analogia con Chaplin. Se ne trova una traccia in un articolo apparso su Stampa Sera del 4 novembre 1952, nel quale vengono riportati alcuni di questi giudizi. «Il cappotto fu – secondo G Mauriac del Figaro Littéraire – la sola vera rivelazione del Festival di Cannes. Un attore ammirevole, Renato Rascel, che si ispira a Chaplin, con una delicatezza ed una invenzione nuovissima». Il noto critico francese Georges Sadoul scrisse sulla rivista Écran: «Questo bellissimo adattamento de Il cappotto è perfettamente interpretato da Rascel che si rifà alla migliore tradizione chapliniana. La raffinata messa in scena ha il merito di non perdere mai la contemporaneità ed il calore umano». Elogi anche dalla critica inglese: «Non abbiamo trovato – scrisse il Daily Telegraph – nulla di più impressionante del film di Lattuada, trasportato sullo schermo con un successo completo». D'accordo anche il Times:«Il cappotto è commovente e triste, sensibile e divertente e ricorda qualcosa di Chaplin». Infine, secondo la Flandre Liberale (quotidiano belga) «Lattuada ha realizzato un vero capolavoro, nessun errore di gusto. Benché italianizzato, lo stile di Gogol è rimasto in gran parte nel film. L'interpretazione è prodigiosa, Rascel è quasi un nuovo Chaplin».

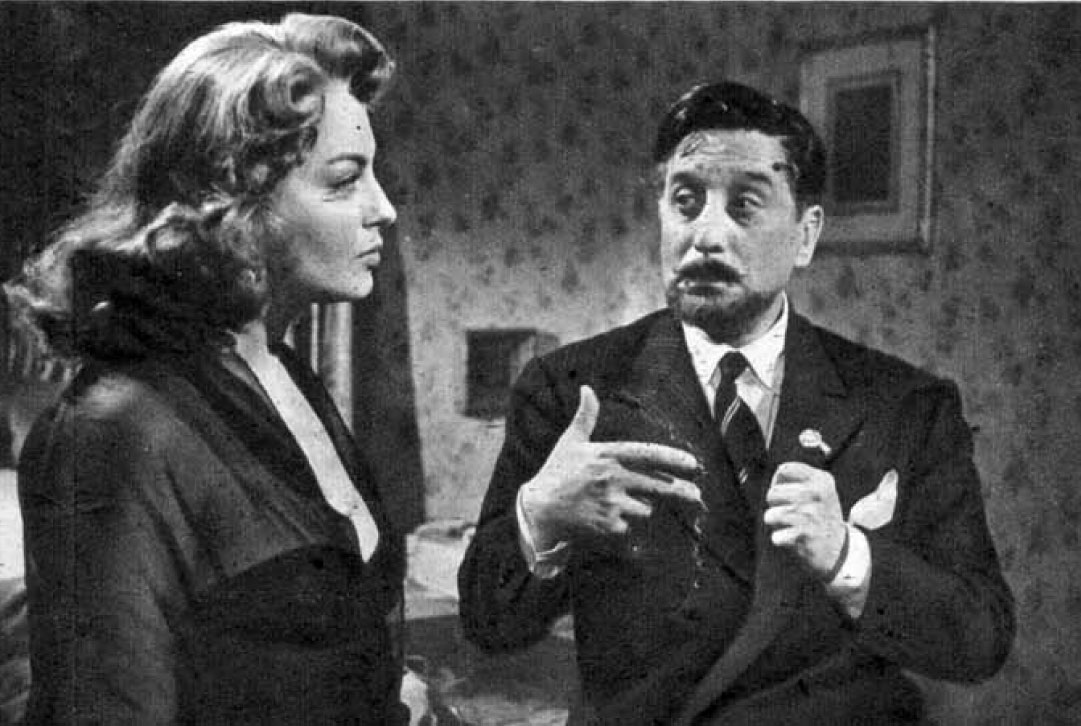
Yvonne Sanson e Giulio Stival

### Critica

#### Commenti contemporanei
«È il film più intelligente di Lattuada – scrisse il Corriere della Sera - che sia il più riuscito ed il più compatto è da discutere, ma è certo che questo regista, di educazione e di gusto letterari, ha ritrovato ne Il cappotto la sua più spontanea ispirazione, strappandosi alle due tendenze che artificiosamente gli si erano incrostate addosso: il calligrafismo ed il realismo (...). Governato da una regia sottile e sorvegliatissima, ha splendidi esterni offerti dalla fotogenica Pavia, ed è interpretato da Rascel con una aderenza esemplare al personaggio. Sarà difficile d'ora in poi pensare alla schiavitù del burocrate chiuso nel guscio di una esistenza meschina senza rivedere idealmente nell'espressione pavida del volto di Rascel quella dell'uomo nato e vissuto nel segno della sconfitta». 

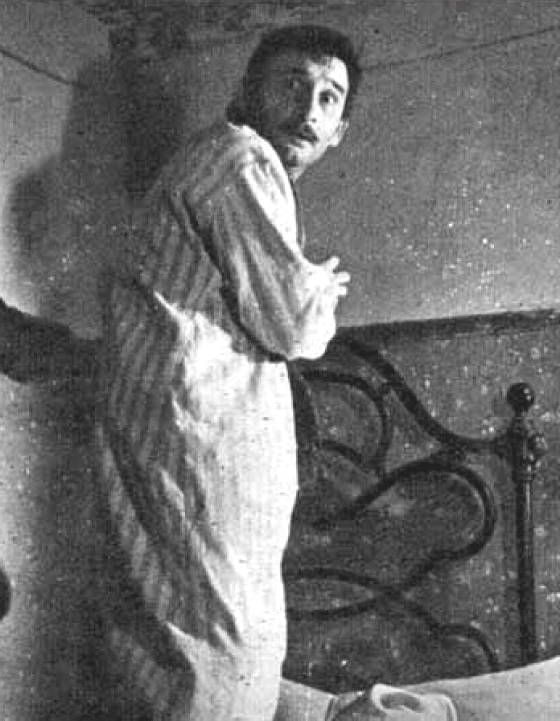
Renato Rascel ne "Il cappotto" sorprese coloro che lo consideravano solo un attore di rivista leggera

Anche Alberto Moravia, nella veste di critico cinematografico, manifestò apprezzamento per il film di Lattuada, riconoscendo «le enormi difficoltà affrontate trapiantando Il cappotto in un film ambientato in Italia ai giorni nostri. Va riconosciuto che Lattuada ha fatto il suo miglior film, ben dosato, compatto, senza vuoti, ben narrato». Qualche riserva fu invece espressa da Bianco e nero, che, pur ammettendo che «non mancano i brani ricordabili, altri addirittura stupendi» lo ritenne «un film che si discute e si discuterà ancora per i suoi innumerevoli difetti e per le sue belle occasioni perdute, ma che tuttavia non si può fare a meno di apprezzare».

#### Commenti successivi
Col tempo Il cappotto restò come uno dei film più importanti di Lattuada, come ha scritto Giuseppe Turroni: «Film cattivo, acre, ha ritmi meno sciolti di quelli che rendono tipico il Lattuada più carico di sensi erotici, ha inquadrature lente, una musica triste, una fotografia stupenda, un senso del tempo e della memoria davvero eccezionale (...) film di ricerca, di improvvise folgorazioni e di cadenze a volte trattenute. Il cappotto è considerato da molti il capolavoro di Lattuada». Giudizio condiviso anche dal Catalogo Bolaffi: «Film delicatissimo soffuso di tenera e malinconica poesia, dove l'umorismo e la satira si fondono con l'osservazione minuta e commossa di un ambiente e di un paesaggio. Si pone tra le opere più riuscite e sensibili del regista, forse il suo capolavoro».
Data l'epoca in cui il film fu realizzato non potevano mancare raffronti col neorealismo. Ma Camerini ritiene Il cappotto «uno dei primi film italiani d'autore a svincolarsi completamente dal nodo neorealista. Negli ultimi anni una gran parte della produzione nazionale intraprende una riflessione su un modo di fare cinema – appunto quello neorealista - che mostra i primi segni di deperimento.». Giudizio condiviso, in tempi più recenti, dal Mereghetti che lo ritiene «uno dei film più riusciti di Lattuada, che, liberatosi della influenza neorealistica, rivela tutto il suo pessimismo velato di malinconia. Al successo del film contribuisce non poco l'interpretazione di Rascel, altrove attore mediocre, che invece qui oscilla magistralmente tra patetico e grottesco».

### Risultato commerciale
Oltre ai giudizi in prevalenza positivi della critica, Il cappotto registrò anche un buon successo di pubblico, con un incasso di circa 440 milioni di lire. Questo esito commerciale situò il film nelle prime quindici pellicole, quanto ad introito, tra le 143 opere italiane immesse in circolazione nelle sale cinematografiche durante il 1952, anno in cui campione di incassi fu Don Camillo di Julien Duvivier che totalizzò circa un miliardo e mezzo di lire.

## Riconoscimenti
- Nastro d'argento 1953 a Renato Rascel quale attore protagonista